# St. Franziskus (Wetzikon)

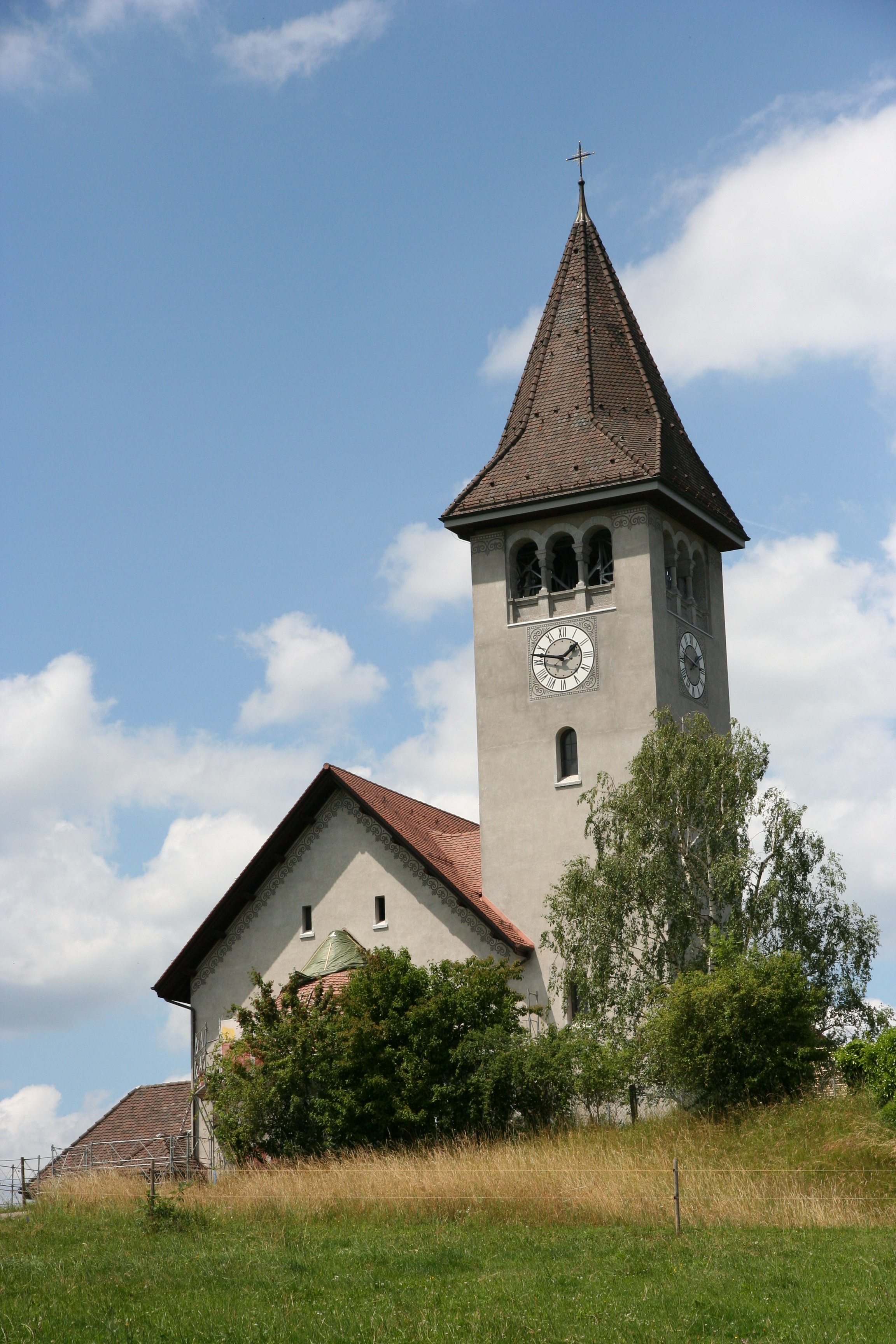
Ansicht von Nordosten

Die Kirche St. Franziskus ist die ältere der beiden römisch-katholischen Pfarrkirchen von Wetzikon im Zürcher Oberland. Sie steht an der Messikommerstrasse 14 in der Nähe des Bahnhofs von Wetzikon.

## Geschichte

### Vorgeschichte und Namensgebung
Der christliche Glaube kam erstmals durch die Römer in die Region des heutigen Zürcher Oberlandes. Im Römerkastell Irgenhausen am Pfäffikersee ist das Fundament der ersten christlichen Kirche der Region noch heute zu sehen. Nach dem Zusammenbruch des Römischen Reichs kam der christliche Glaube ein zweites Mal durch die Mönche Gallus und Columban in die Ostschweiz. In einer Urkunde aus dem Jahr 857 wird eine Rappoltskirche erwähnt, die in der Nähe von Wetzikon oder Bäretswil gestanden haben soll, später jedoch unter diesem Namen nicht mehr erwähnt wird. Ein erster Kirchbau in Wetzikon verbrannte 1320. Im Jahr 1330 erfolgte ein Neubau. Die Kollatur dieser mittelalterlichen Kirche von Wetzikon samt Burg war ein Lehen des Klosters St. Gallen, das an verschiedene Geschlechter übertragen wurde und schliesslich im Jahr 1563 an Zürich überging. Nach der Reformation in Zürich im Jahr 1524 war der katholische Gottesdienst im Gebiet des heutigen Kantons Zürich verboten, weshalb die Kirche in Wetzikon fortan für reformierte Gottesdienste verwendet wurde. Im Jahr 1711–1713 erfolgte der Bau der heutigen reformierten Kirche.
Erst das Toleranzedikt aus dem Jahr 1807 erlaubte den zugewanderten Katholiken, wieder katholische Gottesdienste zu feiern, vorerst allerdings nur in der Stadt Zürich. Bei der Gründung der modernen Eidgenossenschaft im Jahr 1848 wurde in der Verfassung die Glaubens- und Niederlassungsfreiheit verankert, sodass der Aufbau katholischer Gemeinden im ganzen Kanton Zürich möglich wurde. Aufgrund der Industrialisierung, die im Zürcher Oberland zahlreiche Arbeitsstellen schuf, zogen in der Folge Menschen aus katholischen Gebieten aus der Zentralschweiz, der Ostschweiz, aber auch aus dem nahen Ausland in die Region. Im Juni 1866 wurde im Gasthaus Pilgersteg, das zwischen Dürnten und Rüti lag, die erste Hl. Messe seit der Reformation im Zürcher Oberland gefeiert. Die Kapuzinerpatres des Klosters Rapperswil hatten sich dem Bistum Chur gegenüber verpflichtet, die Seelsorge im Zürcher Oberland zu übernehmen. Die damals zugewanderten Katholiken waren meist arm und lebten in der ganzen Region verstreut, was den Aufbau einer katholischen Gemeinde erschwerte. Weitere katholische Missionsstationen und spätere Pfarreien in der Region waren: Männedorf (1864), Wald (1869), Ritterhaus Bubikon (1873), Uster (1876) und die Tann-Rüti (1879). Die Katholiken vom westlichen Ortsteil von Wetzikon besuchten bis zur Gründung der Pfarrei Wetzikon mehrheitlich die Pfarrei Uster.
Den 1226 verstorbenen Heiligen Franz von Assisi verehrten besonders Teile der katholischen Arbeiterschicht. Einige der katholischen Kirchen, die in den 1920er Jahren Zeit erbaut wurden, wurden dem heiligen Franziskus geweiht, so die katholische Kirche von Zürich-Wollishofen oder die Franziskus-Kirche von Wetzikon.

### Entstehungs- und Baugeschichte

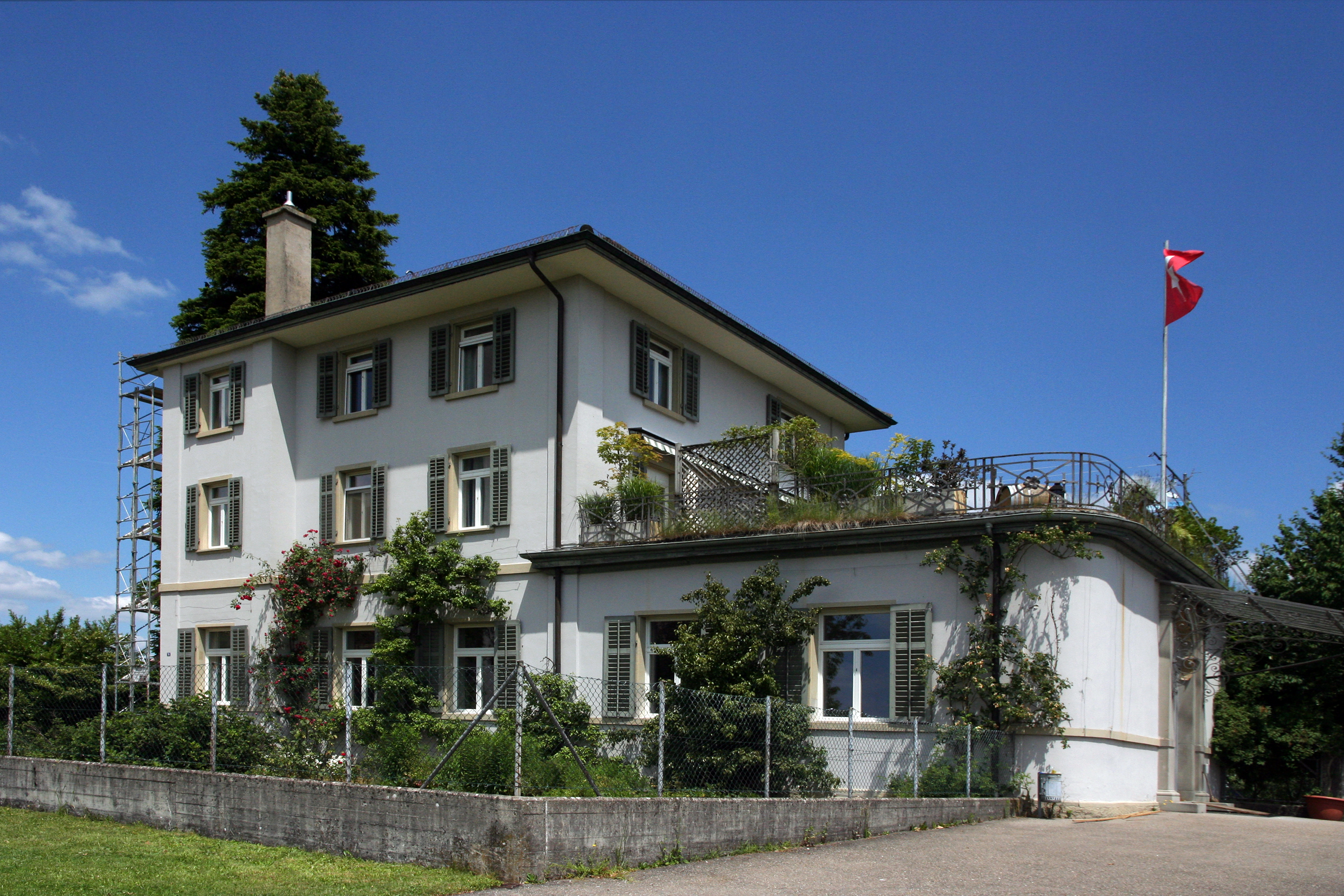
Pfarrhaus mit Betsaal von 1893

Um 1890 zählte Wetzikon rund 1000 zugezogene Katholiken, sodass die Errichtung einer eigenen Missionsstation nötig wurde. Am 4. Mai 1890 fand in einem Schopf im Hinterhaus beim Freihof Robenhausen auf dem Heuboden eines früheren Pferdestalles die erste heilige Messe in Wetzikon seit der Reformation statt. In einem Schreiben vom 31. Oktober 1890 baten die Katholiken von Wetzikon den Bischof von Chur, Johannes Fidelis Battaglia, eine öffentliche Sammlung für den Bau eines Kirchenlokals in Wetzikon zu veranstalten, was der Bischof an Weihnachten desselben Jahres veranlasste. Am 9. Februar 1892 wurde der Kirchenbauverein Wetzikon mit Sitz im katholischen Rapperswil ins Leben gerufen. Landkäufe auf dem Guldisloo konnten am 1. April 1892 notariell beglaubigt werden. Am 5. Juni erteilte der Gemeinderat Wetzikon die Baubewilligung für ein Pfarrhaus mit Betsaal. Im Jahr 1893 wurde das Pfarrhaus mit Betsaal auf dem Guldisloo an der heutigen Messikommerstrasse 14 errichtet. Am 13. August fand die Einsegnung statt. In den darauffolgenden Jahren wurden durch Bettelbriefaktionen die Bauschulden abgezahlt und die Inneneinrichtung des Betsaals vervollständigt. In den Jahren 1907–1912 wurde im Kanton Uri eine Lotterie durchgeführt, deren Erlös die finanzielle Basis für den Bau einer Kirche in Wetzikon legen sollte. Als während des Ersten Weltkrieges die Anzahl Katholiken in Wetzikon wieder abnahm, wurde der Wunsch nach einem Kirchenbau jedoch für die Dauer des Krieges sistiert.
Am 15. Juli 1923 erfolgte dann der erste Spatenstich für den Bau der St.-Franziskus-Kirche, die nach Bauplänen des Architekten Joseph Steiner errichtet wurde.
Der Architekt Joseph Steiner wandte diesen Baustil auch bei anderen Kirchenbauten dieser Zeit an, so bei der Kirche Hinwil, Wald, St. Franziskus Zürich-Wollishofen, Herz Jesu Zürich-Wiedikon oder St. Petrus Embrach. Die Sgraffitobilder an der äusseren Chorwand wurden vom Bauführer Huttelmayer gratis angefertigt.
Am 5. Oktober erfolgte die Einweihung des Gotteshauses durch Erzbischof Raymund Netzhammer aus dem Kloster Einsiedeln. In den folgenden Jahren wurde die Kirche nach und nach ausgestattet. 1925 erhielt die Kirche Seitenaltäre und Statuen des Hl. Antonius, des Hl. Ludwig und der Hl. Elisabeth. Die Holzstuckaturen wurden von Alfons Noflauer aus St. Ulrich geschaffen. Im Jahr 1936 folgten die Kreuzweg-Bilder. 1947 erhielt die Kirche eine Kanzel und 1949 einen Taufstein aus dunklem Gastione-Granit. 1976 wurden in der Kirche Glasfenster eingesetzt, welche die acht Seligkeiten der Bergpredigt darstellen. Im Jahr 2001 erfolgte eine Renovation, in den Jahren 2013–2014 eine Gesamtsanierung der Kirche.

## Baubeschreibung
St. Franziskus ist eine neuromanische dreischiffige Basilika. Der campanileartige Glockenturm über quadratischem Grundriss ragt fast bündig aus dem Rand der schlichten Fassade der Kirche auf, er ist mit einem modifizierten Rhombendach gedeckt. In der Glockenstube öffnen sich auf jeder Seite rundbogige Drillingsfenster.

## Innenraum

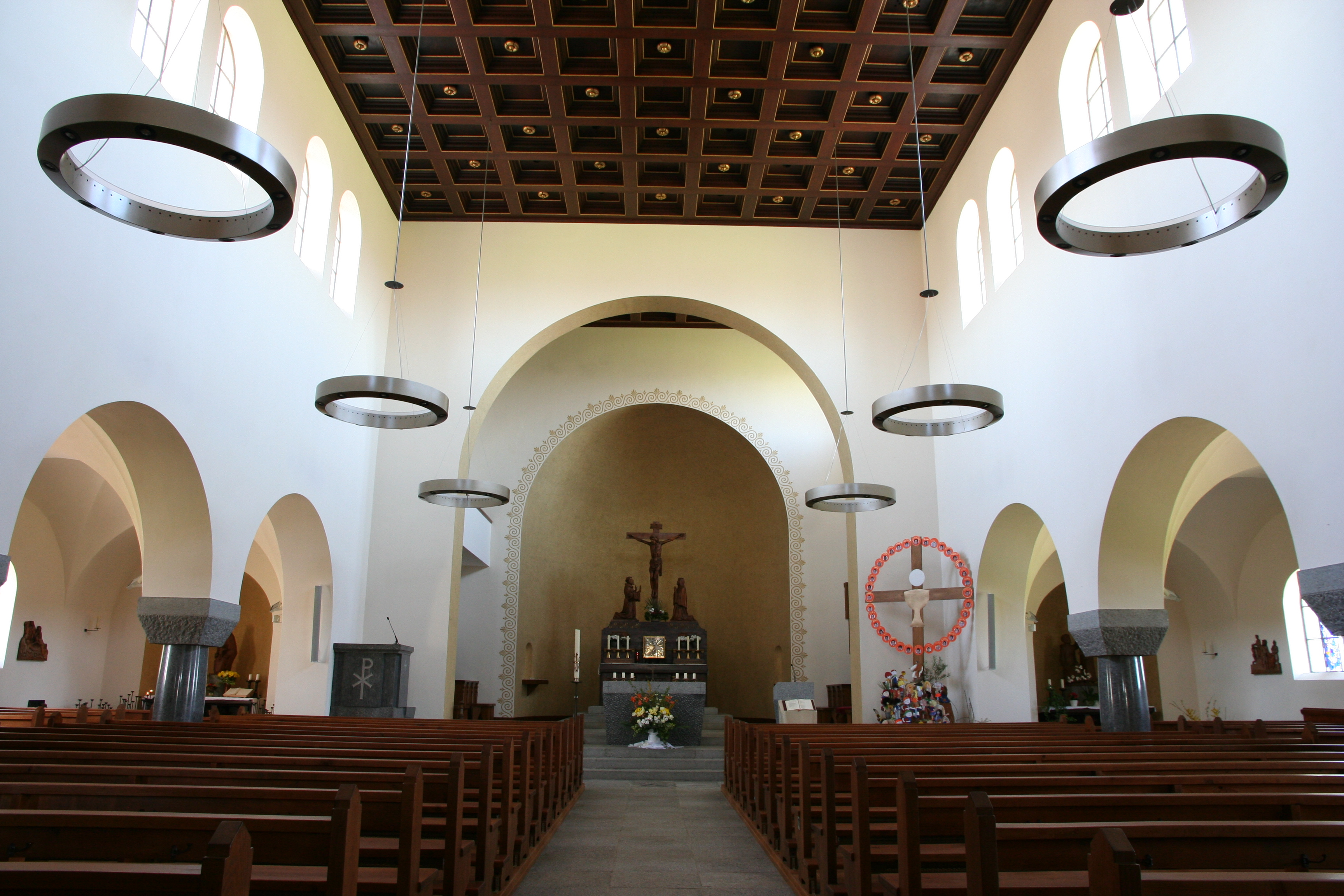
Innenansicht

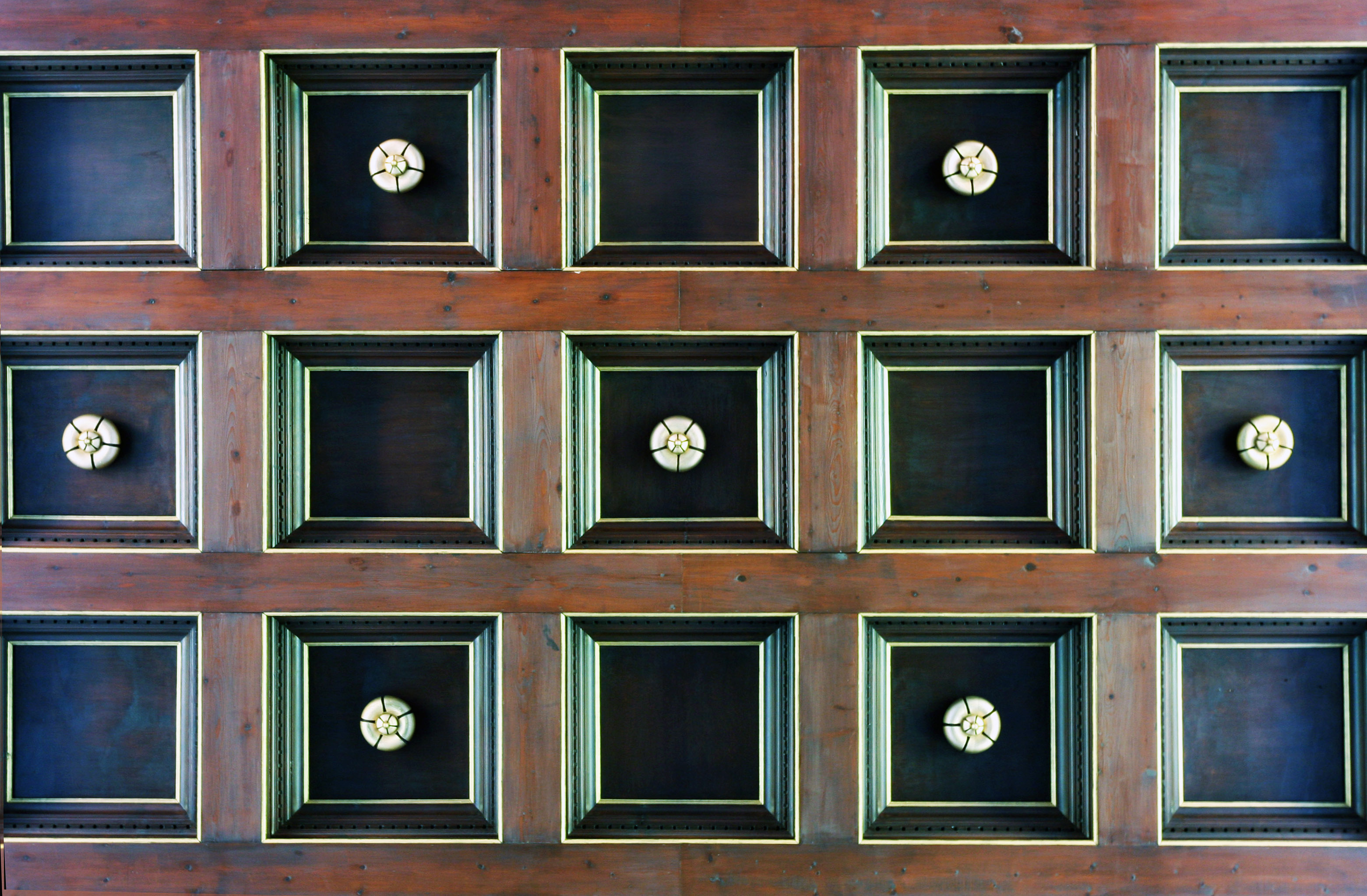
Holzdecke, Detailaufnahme

Das Mittelschiff der Kirche hat eine hölzerne Kassettendecke.
Von 2013 bis 2014 wurde der Innenraum unter denkmalpflegerischen Aspekten renoviert, sodass der Charakter der von Joseph Steiner konzipierten Kirche erhalten geblieben ist. Nur die Deckenleuchter weisen auf die jüngsten Erneuerungsmassnahmen hin. Die Kirche ist ein Longitudinalbau mit zwei niederen Seitenschiffen, welche vom Hauptraum durch Säulenreihen abgetrennt werden. Der Chor ist eingezogen und durch mehrere Treppenstufen vom Hauptraum abgesetzt. Der moderne Volksaltar gliedert sich in die Chorausstattung früherer Zeit ein.

### Glasfenster
Die 12 Farbfenster aus dem Jahr 1965 erzählen Leben und Wirken des Kirchenpatrons, des Hl. Franziskus. Die Farben der Glasfenster werden folgende Bedeutungen zugeordnet: Weiss soll Frieden, Freude und Sieg bedeuten, Blau Gottes Gnade, Farbe Rot deutet das Wirken des Hl. Geistes an, Grün symbolisiert die Liebe und Barmherzigkeit Gottes. Das erste Fenster thematisiert die Dreifaltigkeitsvision des Hl. Bruder Klaus. Das zweite Fenster zeigt ein rotes flammendes Herz. Das dritte Fenster beim Emporenaufgang ist der Hl. Cäcilia gewidmet, der Patronin der Kirchenmusik. Das Schwert und die Siegespalme auf dem Fenster verweist auf ihr Martyrium. Das vierte Fenster zeigt den Weihnachtsstern, das fünfte Fenster thematisiert die Eucharistiefeier. Die drei dargestellten Flammen verweisen auf die Liebe des dreifaltigen Gottes. Der Grüne Kranz ist ein Zeichen für das Leben, das Jesus durch seinen Tod allen Gläubigen ermöglicht und das in der Eucharistie gefeiert wird. Brotkorb und Fisch erinnern an die Brotvermehrung in der Bibel. Das sechste Fenster ist Ostern gewidmet. Das Osterlamm im grünen und roten Kreis verweist auf Christus, das Lamm Gottes. Das Franziskusfenster zeigt die Stigmatisation des Franziskus von Assisi. Die Weltkarte verweist auf die Missionstätigkeit des Franziskanerordens. Das achte Fenster ist der Hl. Katharina von Siena gewidmet. Als Dominikanerin empfing auch sie die fünf Wundmale als Stigmata. Der grüne Dornenkranz verweist auf die Verehrung der Hl. Katharina des Leidens Christi. Das neunte Fenster befindet thematisiert die Versöhnung Gottes mit den Menschen, symbolisiert durch die Taube aus der Arche Noah mit dem grünen Olivenzweig. Das zehnte Fenster ist Pfingsten gewidmet. Das elfte Fenster zeigt eine Allegorie der Barmherzigkeit. Das letzte Fenster ist allen Verfolgten gewidmet. Sinnbild für die Ungerechtigkeit ist die verstimmte Waage, die Verfolgung wird durch die Kette mit den Handschellen angedeutet.

### Orgel

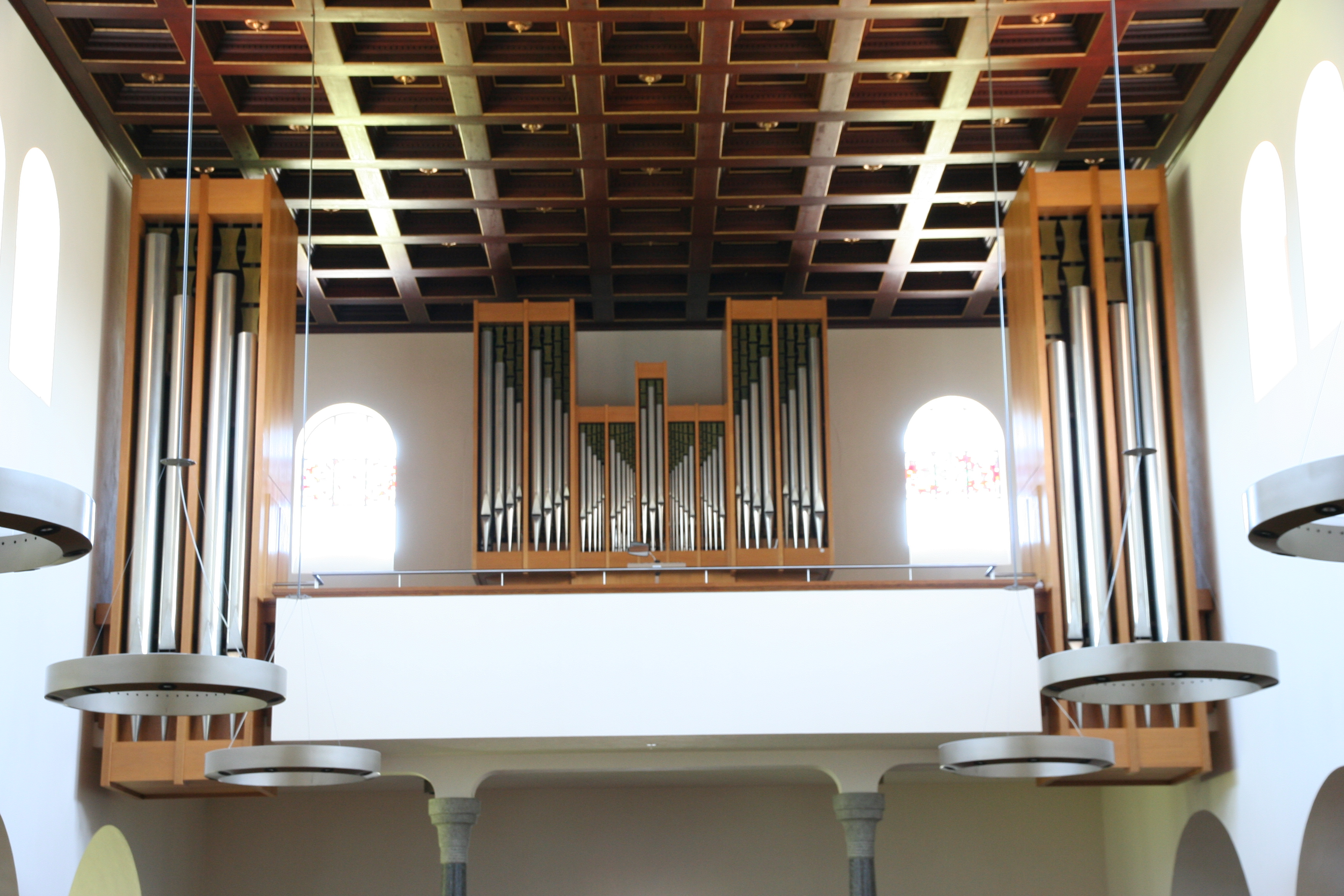
Mönch-Orgel von 1975

Im Jahr 1937 erhielt die Kirche ihre erste grosse Orgel mit 20 Registern, welche von den Gebrüdern Späth, Rapperswil, erbaut wurde. Das Instrument wurde am 28. Februar eingeweiht. Im Jahr 1975 wurde die erste Orgel durch das heutige Instrument ersetzt. Die neue Orgel mit 1654 Pfeifen und 25 klingenden Registern wurde durch die Firma Mönch & Söhne, Ueberlingen am Bodensee, gebaut. Die Expertise stammte von Siegfried Hildenbrand, Domorganist von St. Gallen. Das Instrument besitzt eine mechanische Spieltraktur, eine elektrische Registratur sowie sechs mechanische Setzerkombinationen. Die Weihe der Orgel fand am Ostermontag, 31. März 1975, statt.
| I Hauptwerk C–g3 |                |
| Quintatön        | 16′            |
| Praestant        | 8′             |
| Koppelflöte      | 8′             |
| Oktave           | 4′             |
| Rohrgedeckt      | 4′             |
| Superoktave      | 2′             |
| Terzian II       | 1 3⁄5′ + 1 ⁄3′ |
| Mixtur IV        | 1 ⁄3′          |

| II Schwellwerk C–g3 |       |
| Metallgedeckt       | 8′    |
| Spitzgambe          | 8′    |
| Schwebung           | 8′    |
| Prinzipal           | 4′    |
| Querflöte           | 4′    |
| Nasat               | 2 ⁄3′ |
| Flageolet           | 2'    |
| Sifflöte            | 1′    |
| Scharf III–V        | 1′    |
| Trompete            | 8′    |
| Schalmei            | 4′    |
| Tremulant           |       |

| Pedalwerk C–f1 |       |
| Praestant      | 16′   |
| Subbass        | 16′   |
| Flötbass       | 8′    |
| Oktave         | 4′    |
| Rauschpfeife   | 2 ⁄3′ |
| Fagott         | 16′   |

- Koppeln: II/I, I/P, II/P

## Glocken
1928 stiftete der Bischof von Chur, Georg Schmid von Grüneck der Kirche eine kleine Stahlglocke. Im Frühjahr 1956 wurde durch eine Glockenkommission das heutige fünfstimmige Geläut bei der Glockengiesserei Erding bei München in Auftrag gegeben, welches am Patronatsfest der Kirche am 7. Oktober 1956 eingeweiht wurde. Die Glocken haben ein Gesamtgewicht von 8796 kg.
| Nummer | Gewicht | Ton | Widmung        |
| ------ | ------- | --- | -------------- |
| 1      | 3730 kg | a0  | Heiliger Geist |
| 2      | 1936 kg | c1  | Muttergottes   |
| 3      | 1438 kg | d1  | Franziskus     |
| 4      | 1160 kg | e1  | St. Josef      |
| 5      | 712 kg  | g1  | Schutzengel    |

## Die Gemeinde
Die Pfarrei Wetzikon ist auch für Seegräben zuständig. Mit ihren 7'131 Mitgliedern (Stand 2017) ist sie eine der grösseren Pfarreien des Kantons Zürich. Zur Kirchgemeinde Wetzikon, welche auch die Gemeinde Gossau umfasst, gehören neben der Kirche St. Franziskus auch die Kirche Heilig Geist in Wetzikon-Kempten und die Kirche Maria Krönung in Gossau. Die katholische Kirchgemeinde Wetzikon ist mit ihren 9'191 Mitgliedern (Stand 2021) eine der grossen katholischen Kirchgemeinden des Kantons Zürich.

## Trivia
Im Jahr 1929 flog der Militärpilot Hans Suter zu tief über die Franziskuskirche. Sein Flugzeug beschädigte das Turmkreuz, sodass es fortan schief stand. Die Reparaturkosten von Fr. 840 beglich das Militärdepartement.